# Philipps van Marnix
Philipps (Filips) van Marnix, Heer Van Sint Aldegonde (ur. 1540 w Brukseli, zm. 15 grudnia 1598 w Lejdzie) – holenderski teolog kalwiński, poeta, tłumacz i działacz polityczny.
Tłumaczył na niderlandzki psalmy; po raz pierwszy opublikował przekład psalmów w 1580. Przekład Biblii, którego był współautorem, wpłynął na ujednolicenie języka niderlandzkiego. Tworzył również w języku francuskim. Tworzył ostrą satyrę na Kościół katolicki, czym zdobył sławę literacką. W 1569 napisał swoją pierwszą ważną pracę, Den byencorf der H. Roomsche Kercke (Ul Kościoła Rzymskokatolickiego). Jako polityk i dyplomata był zaangażowany po stronie antyhiszpańskiej opozycji w Niderlandach. Napisał pieśń gloryfikującą księcia Orańskiego pt. Wilhelmus, która jest hymnem narodowym Holandii.